# 锯齿龙胆
锯齿龙胆（学名：Gentiana serra）是龙胆科龙胆属的植物，是中国的特有植物。分布在中国大陆的云南等地，生长于海拔2,400米至4,400米的地区，常生长在林缘、高山草地以及林下。